# Emerich Kienmann
Emerich Kienmann, též Emmerich Kienmann (5. listopadu 1854 Röschitz – 24. ledna 1912 Kremže), byl rakouský pedagog a politik německé národnosti z Dolních Rakous, na přelomu 19. a 20. století poslanec Říšské rady.

## Biografie
Byl profesorem reálné školy ve Vídni. Vystudoval vyšší reálnou školu v Kremži na nastoupil na Vysokou školu technickou ve Vídni. Získal aprobaci pro výuku geometrie a matematiky na německých školách. Zasedal v obecní radě ve Vídeňském Novém Městě, na sklonku života zde zastával i post prvního náměstka starosty. Byl též aktivním funkcionářem tělovýchovy.
Byl i poslancem Říšské rady (celostátního parlamentu Předlitavska), kam usedl ve volbách roku 1897 za kurii městskou v Dolních Rakousích, obvod Neustadt, Neunkirchen, Pottendorf atd. Mandát zde obhájil i ve volbách roku 1901. Ve volebním období 1897–1901 se uvádí jako Emerich Kienmann, profesor na dolnorakouské zemské vyšší reálné škole a vyšší živnostenské škole ve Vídeňském Novém Městě, bytem Vídeňské Nové Město.
Ve volbách roku 1897 kandidoval do Říšské rady za Německou lidovou stranu. Za stejnou stranu byl zvolen i v roce 1901. Patřil mezi zakladatele této strany v Dolních Rakousích. Předtím náležel mezi německé liberály. V rámci Německé lidové strany prosazoval antisemitské programové cíle. Zároveň se ostře profiloval proti Křesťansko sociální straně. Do Říšské rady kandidoval i ve volbách roku 1907, ale porazil ho Engelbert Pernerstorfer.
Několik měsíců před smrtí se přestěhoval kvůli vážnému onemocnění k sestře do Kremže. Rezignoval tehdy proto na funkce v komunální politice. Zemřel v lednu 1912.